# Thomas Halim Habib
Thomas Halim Habib (ur. 6 lipca 1963 w Sauhadżu) – egipski duchowny katolicki obrządku koptyjskiego, biskup Sauhadżu od 2021.

## Życiorys
27 marca 1994 otrzymał święcenia kapłańskie. W 1996 rozpoczął przygotowanie do służby dyplomatycznej na Papieskiej Akademii Kościelnej. 13 czerwca 1998 rozpoczął służbę w dyplomacji watykańskiej pracując jako sekretarz nuncjatur w Hondurasie (1998–2000), Rwandzie (2000-2001), Kuwejcie (2001-2003), Iranie (2003-2004), Iraku (2004-2007). Następnie był radcą nuncjatur w Libanie (2007-2010), Holandii (2010-2013), Algierii (2013-2014), Syrii (2014-2019) oraz na Malcie (2019-2020). 

## Episkopat
Został wybrany biskupem Sauhadżu. 3 listopada 2020 wybór ten został zatwierdzony przez papieża Franciszka. Sakry biskupiej udzielił mu 23 stycznia 2021 Ibrahim Isaac Sidrak – koptyjski katolicki patriarcha Aleksandrii.
30 września 2022 papież Franciszek mianował go wizytatorem apostolskim dla wiernych obrządku koptyjskiego w Oceanii i krajach Zatoki Perskiej.